# A289 (Russland)
Die A289 ist eine Fernstraße föderaler Bedeutung in Russland.
Sie beginnt in der Stadt Krasnodar und führt in westlicher Richtung über Slawjansk-na-Kubani bis zur Ortschaft Belji, wo sie an die A290 anschließt. Die A289 ist bis auf wenige Kilometer zwischen Krasnodar und Marjanskaja als mautpflichtige autobahnähnliche Straße ausgebaut, die am 22. Dezember 2024 eröffnet wurde.